# Goran Obradović
Goran Obradović (in serbo Гopaн Oбpaдoвић?; Aranđelovac, 1º marzo 1976) è un ex calciatore serbo, di ruolo centrocampista.

## Carriera
Dopo aver giocato nel Partizan Belgrado a inizio carriera, nel 2001 fu acquistato dal Servette, club dove giocò fino al 2004. Dopo brevi esperienze nelle file del San Gallo e nel Vaduz, nel 2005 passò al Sion, dove rimase per 7 stagioni. Alla fine della stagione 2011-2012 rimase svincolato.
Il 16 luglio 2013 è stato ingaggiato dal club svizzero del Montey.

## Palmarès

### Club
- Campionati della RF di Jugoslavia: 2

Partizan: 1996-1997, 1998-1999
- Coppe di Jugoslavia: 1

Partizan: 1998
- Coppa Svizzera: 4

Servette: 2000-2001
Sion: 2005-2006, 2008-2009, 2010-2011